# Zuhälterei

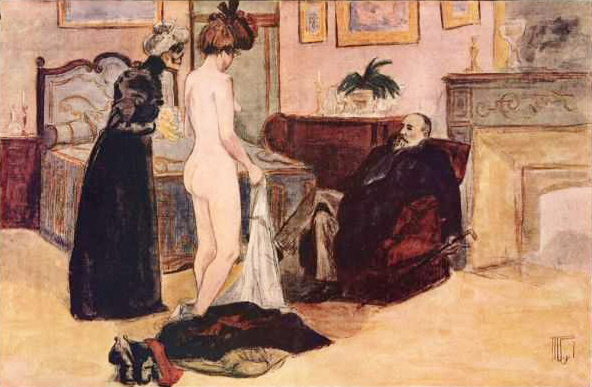
Hermann Vogel: Gefällt sie Ihnen? (Zeitschriftenillustration)

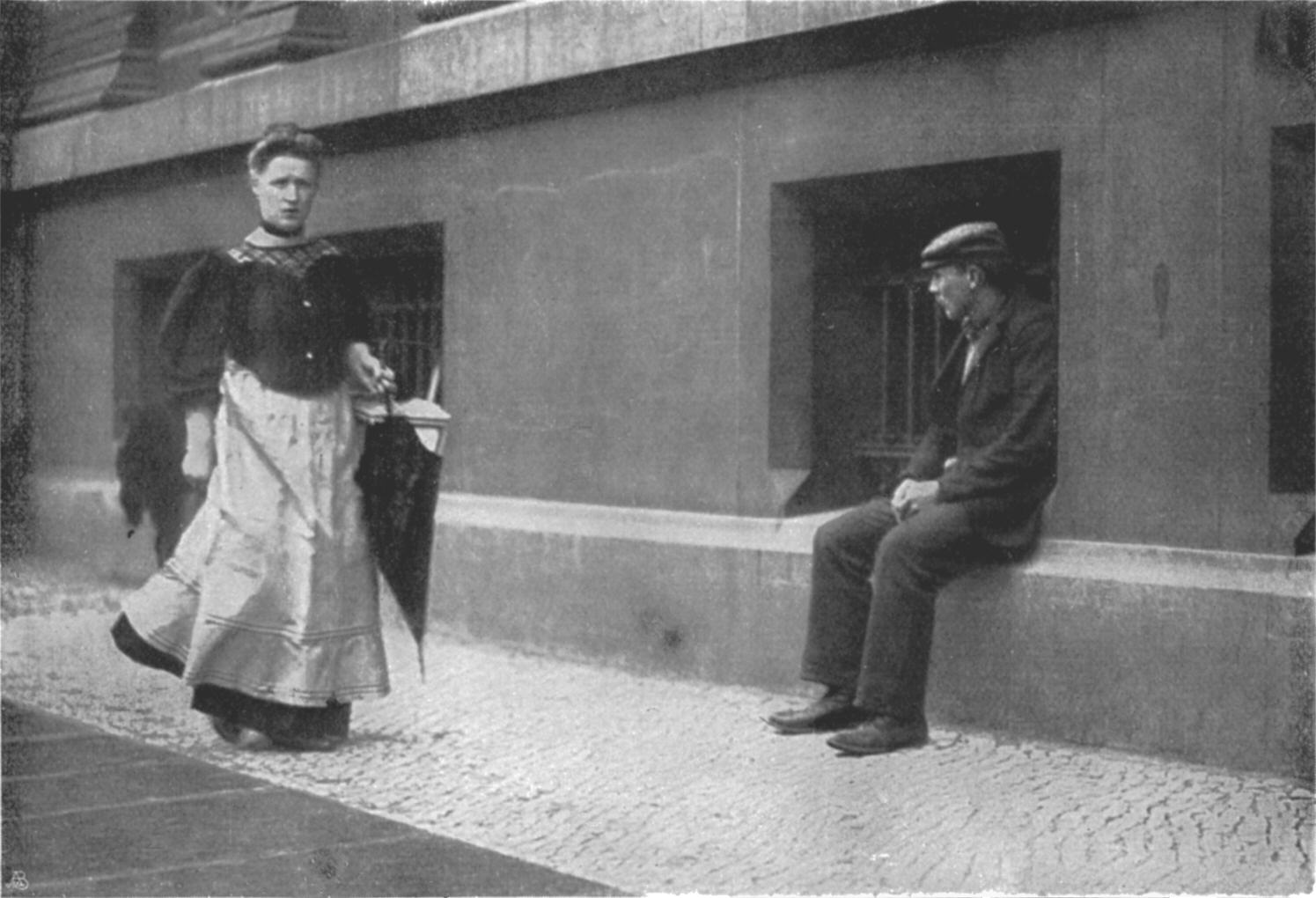
Berliner Zuhälter erwartet 1890 Prostituierte nach der ärztlichen Kontrolle.

Zuhälterei ist im juristischen Sinne die Ausbeutung einer Person, die der Prostitution nachgeht sowie unter bestimmten Voraussetzungen auch die gewerbsmäßige Förderung der Prostitution. Eine Zuhälterei betreibende Person wird als Zuhälter bezeichnet.

## Begriff
„Zuhälter“ kommt von dem Ausdruck „(mit einem) zuhalten“. Gemeint ist damit seit dem 15. Jahrhundert, eine Beziehung „geschlossen halten“, womit ursprünglich ein außereheliches Verhältnis zwischen Mann und Frau umschrieben wurde. Im Gegensatz zur seit dem Ende des 15. Jahrhunderts belegten Bedeutung von „Zuhälterin“ als Dirne entstand erst im 19. Jahrhundert der (wohl von der Polizei geprägte) Begriff „Zuhälter“ im Sinne von „großstädtischer Dirnenbeschützer“.
Umgangssprachliche Bezeichnungen für Zuhälter sind Lude oder Loddel, ironisch wird die Bezeichnung Vollkaufmann verwendet. Euphemistisch wird vom Beschützer der Prostituierten gesprochen. In Österreich bezeichnet man einen Zuhälter umgangssprachlich nach dem Wienerischen Dialekt als „Strizzi“ oder als bairisch „Peitscherlbua“. Im ausgehenden Mittelalter wurde der Zuhälter als Frauenwirt bezeichnet.
Frauen, die Aufsicht über Prostituierte in einem Bordell führen, werden umgangssprachlich als Puffmutter bezeichnet. Der Begriff impliziert aber nicht die illegale Ausbeutung der Frauen, wie es beim Begriff „Zuhälter“ der Fall ist. Oftmals handelt es sich dabei um ehemalige Prostituierte.

## Funktionsweise
Oft müssen Prostituierte Einnahmen an Zuhälter abtreten, weil sie sich in einem Abhängigkeitsverhältnis befinden oder aus Furcht vor Gewaltanwendung. Besonders in Ländern, wo Prostitution illegal ist, sind günstige Orte (Straßenstrich, Kontaktsauna, Rotlichtviertel) meist dem „Revier“ eines Zuhälters zugehörig. Dieser verteidigt sein Revier mit Gewalt gegen andere und verlangt von allen innerhalb des Reviers tätigen Prostituierten unter Gewaltandrohung Geld (eine Art der Schutzgelderpressung), wogegen sich diese nicht wehren können, da sie selbst einer illegalen Tätigkeit nachgehen. Im Gegenzug vermitteln manche Zuhälter aktiv Kunden, beschützen die Prostituierten vor gewalttätigen Freiern oder treiben Geld bei zahlungsunwilligen Freiern ein. Teilweise schließen sich Zuhälter jedoch auch zusammen und gehen gemeinsam, teils mit verteilten Aufgaben, ihrem „Gewerbe“ nach, wobei oft auch andere kriminelle Delikte wie Menschenhandel oder Mietwucher hinzukommen. Bekannte Gruppen dieser Art waren beispielsweise die GMBH oder die Nutella-Bande.
Andere Arten der Abhängigkeit, die Zuhälter ausnutzen, sind Drogensucht (der Zuhälter ist gleichzeitig Dealer) und die Notlage illegaler Einwanderer (oft im Zuge des kriminellen Menschenhandels).
Auch emotionale Labilität und seelische Notlagen werden immer wieder ausgenutzt, um ein persönliches Abhängigkeitsverhältnis herzustellen: z. B. gaukelt der Zuhälter einer unerfahrenen jungen Frau (oder einem (homosexuellen) jungen Mann) zunächst Liebe vor und geht zum Schein sogar eine Partnerschaft mit seinem Opfer ein. Als „Liebesbeweis“ fordert er dann von seinem „Partner“, sich Dritten sexuell zur Verfügung zu stellen. Im niederländischen Sprachraum hat sich hierfür der Begriff Loverboy durchgesetzt, vgl. Loverboy-Methode.
Wie der ehemalige international tätige österreichische Zuhälter Heinz Sobota (1944–2017) in seinem Buch „Der Minus-Mann“ ausführlich und in mehreren Fällen beschreibt, haben Zuhälter oft nicht nur zum Schein eine Partnerschaft mit der Prostituierten, sondern durchaus auch reale Partnerschaften, auch mit mehreren Frauen gleichzeitig. Die vom Zuhälter abhängigen Prostituierten prostituieren sich dann aufgrund von empfundener Liebe zum Zuhälter – ein Aspekt, der in der Literatur selten Beachtung findet. Für den Erhalt des Abhängigkeitsverhältnisses werden auch Methoden der Art „Zuckerbrot und Peitsche“ angewendet. Sobota selber war gegenüber seinen Partnerinnen ebenfalls gewalttätig und wurde mehrfach verurteilt.

## Rechtliche Situation
Zuhälterei ist in Deutschland, Österreich und der Schweiz dann eine Straftat, wenn der Tatbestand der Ausbeutung einer Person, welche der Prostitution nachgeht, feststeht, insbesondere in der Form von Zwangsprostitution. In Österreich ist bereits die Ausnutzung strafbar.

### Deutschland
Die Zuhälterei war im Kaiserreich seit 1900 ein Delikt des Strafgesetzbuchs, die durch die sogenannte Lex Heinze als § 181a in das Reichsstrafgesetzbuch eingefügt wurde:

„Eine männliche Person, welche von einer Frauensperson, die gewerbsmäßig Unzucht treibt, unter Ausbeutung ihres unsittlichen Erwerbes ganz oder teilweise den Lebensunterhalt bezieht, oder welcher einer solchen Frauensperson gewohnheitsmäßig oder aus Eigennutz in Bezug auf die Ausübung des unzüchtigen Gewerbes Schutz gewährt oder sonst förderlich ist (Zuhälter), wird mit Gefängnis nicht unter einem Monat bestraft.“

Handelte es sich um den Ehemann der Prostituierten, war Bedrohung oder Gewalt im Spiel, betrug die Gefängnisstrafe sogar mindestens ein Jahr. Außerdem konnten die Richter zusammen mit der Gefängnisstrafe eine sich anschließende Arbeitshausunterbringung verfügen, die bis zu zwei Jahre dauern konnte.
Für eine Verurteilung wegen Zuhälterei genügte bereits der Nachweis, von einer Prostituierten Geld angenommen zu haben.
Im NS-Staat erhöhten die Nationalsozialisten 1934 den Strafrahmen auf ein bis fünf Jahre Zuchthaus, die Arbeitshausunterbringung fiel weg (bei Vorliegen mildernder Umstände betrug die Strafe drei Monate bis fünf Jahre Gefängnis).
1973 wurde der Gesetzestext im Strafgesetzbuch hinsichtlich Täter und Opfer geschlechtsneutral formuliert, so dass sich seitdem auch Frauen wegen Zuhälterei strafbar machen können und darüber hinaus männliche Prostitution vom Schutzzweck der Norm umfasst wird.
Der Straftatbestand der Zuhälterei ist heute in der Bundesrepublik Deutschland in § 181a StGB wie folgt geregelt:
(1) Mit Freiheitsstrafe von sechs Monaten bis zu fünf Jahren wird bestraft, wer
1. eine andere Person, die der Prostitution nachgeht, ausbeutet oder
2. seines Vermögensvorteils wegen eine andere Person bei der Ausübung der Prostitution überwacht, Ort, Zeit, Ausmaß oder andere Umstände der Prostitutionsausübung bestimmt oder Maßnahmen trifft, die sie davon abhalten sollen, die Prostitution aufzugeben,
und im Hinblick darauf Beziehungen zu ihr unterhält, die über den Einzelfall hinausgehen.
(2) Mit Freiheitsstrafe bis zu drei Jahren oder mit Geldstrafe wird bestraft, wer die persönliche oder wirtschaftliche Bewegungsfreiheit einer anderen Person dadurch beeinträchtigt, dass er gewerbsmäßig die Prostitutionsausübung der anderen Person durch Vermittlung sexuellen Verkehrs fördert und im Hinblick darauf Beziehungen zu ihr unterhält, die über den Einzelfall hinausgehen.
Mit dem 2002 in Kraft getretenen Prostitutionsgesetz wurde die Rechtssicherheit von Prostituierten in Deutschland verbessert und Absatz 2 des Strafgesetzes in die jetzige Form geändert. Zuvor hieß es

„(2) Mit Freiheitsstrafe bis zu 3 Jahren oder mit Geldstrafe wird bestraft, wer gewerbsmäßig die Prostitutionsausübung einer anderen Person durch Vermittlung sexuellen Verkehrs fördert und im Hinblick darauf Beziehungen zu ihr unterhält, die über den Einzelfall hinausgehen.“

### Österreich
Die Vorschrift über Zuhälterei im österreichischen Strafgesetzbuch:
§ 216 Zuhälterei
(1) Wer mit dem Vorsatz, sich aus der Prostitution einer anderen Person eine fortlaufende Einnahme zu verschaffen, diese Person ausnutzt, ist mit Freiheitsstrafe bis zu einem Jahr zu bestrafen.
(2) Wer mit dem Vorsatz, sich aus der Prostitution einer anderen Person eine fortlaufende Einnahme zu verschaffen, diese Person ausbeutet, sie einschüchtert, ihr die Bedingungen der Ausübung der Prostitution vorschreibt oder mehrere solche Personen zugleich ausnützt, ist mit Freiheitsstrafe bis zu zwei Jahren zu bestrafen.
(3) Wer die Tat (Abs. 1 und 2) als Mitglied einer kriminellen Vereinigung begeht, ist mit Freiheitsstrafe bis zu drei Jahren zu bestrafen.

### Schweiz
Im Schweizer Strafgesetzbuch sind strafbare Handlungen im Zusammenhang mit Zuhälterei unter dem Begriff «Förderung der Prostitution» beschrieben.
Art. 195 Förderung der Prostitution
Wer eine unmündige Person der Prostitution zuführt,
wer eine Person unter Ausnützung ihrer Abhängigkeit oder eines Vermögensvorteils wegen der Prostitution zuführt,
wer die Handlungsfreiheit einer Person, die Prostitution betreibt, dadurch beeinträchtigt, dass er sie bei dieser Tätigkeit überwacht oder Ort, Zeit, Ausmass oder andere Umstände der Prostitution bestimmt,
wer eine Person in der Prostitution festhält,